# 3-я кавалерийская дивизия (вермахт)
3-я кавалерийская дивизия (нем. 3. Kavallerie-Division) — соединение Вермахта во время нацистской Германии. Создана на основе 3-й кавалерийской бригады.

## История дивизии
3-я кавалерийская дивизия была наследницей 3-й кавалерийской бригады, которую создало Верховное командование сухопутных войск (ОКХ) 15 февраля 1944 на Восточном фронте из уже существующих кавалерийских полков «Север», «Центр», «Юг» и других моторизованных и танковых частей. Вновь образованная 3-я кавалерийская бригада использовалась в 1944 году в центральной части восточного фронта против советского летнего наступления в Белоруссии и понесла значительные потери. После краткого отдыха, в августе, 3-я кавалерийская бригада занимала оборонительные позиции в районах Западного Буга и Нарева. В декабре она была передислоцирована в район озера Балатон, Венгрия и участвовала в попытках деблокировать окруженную немецкую будапештскую группировку.
23 февраля 1945 года 3-я кавалерийская бригада, без дополнительного усиления, переименована в 3-ю кавалерийскую дивизию. В марте 1945 года дивизия участвовала в наступлении вермахта «Весеннее пробуждение». После провала наступления дивизия отступила в Австрию и капитулировала в районе Граца.
Дивизия, с начала её существования, всегда воевала вместе с 4-й кавалерийской дивизией в составе 1-го кавалерийского корпуса.

## Состав дивизии
| 3-я кавалерийская бригада — 3-я кавалерийская дивизия |
| ----------------------------------------------------- |
| - 31-й кавалерийский полк - 32-й кавалерийский полк   |
| - 869-й артиллерийский полк                           |
| - 3-й тяжелый кавалерийский батальон                  |
| - 69-й разведывательный батальон                      |
| - 69-й батальон штурмовых орудий                      |
| - 69-й кавалерийский батальон связи                   |
| - 69-й охранный батальон                              |
| - 69-й саперный эскадрон                              |

## Командиры

### 3-я кавалерийская бригада
- Подполковник Георг фон Бёзелагер — ? — 27 августа 1944
- Полковник барон Артур фон Холти — октябрь — декабрь 1944
- Полковник Петер фон дер Грёбен — декабрь 1944 — 22 февраля 1945

### 3-я кавалерийская дивизия
- Генерал-майор Петер фон дер Грёбен — 23 февраля — 8 мая 1945

## Награды
| Имя                         | Награда                                                               | Дата             | Звание       | Подразделение                                                                          |
| Бёзелагер, Георг фон        | Рыцарский крест Железного креста с Дубовыми листьями и Мечами (№ 114) | 28 ноября 1944   | подполковник | командир 3-й кавалерийской бригады                                                     |
| Голлерт-Хансен, Ханс-Детлеф | Рыцарский крест Железного креста с Дубовыми листьями (№ 699)          | 14 января 1945   | ротмистр     | Командир 2-го дивизиона 31-го кавалерийского полка                                     |
| Фридрих, Густав             | Рыцарский крест Железного креста                                      | 11 марта 1944    | ротмистр     | Командир 6-го эскадрона 31-го кавалерийского полка                                     |
| Кёлер, Ханс-Йоахим          | Рыцарский крест Железного креста                                      | 5 марта 1945     | ротмистр     | Командир 1-го дивизиона 31-го кавалерийского полка                                     |
| Шванбек, Вальтер            | Рыцарский крест Железного креста                                      | 5 октября 1944   | унтер-офицер | Командир отделения 6-го эскадрона 31-го кавалерийского полка                           |
| Айкмайер, Ханс              | Рыцарский крест Железного креста                                      | 30 сентября 1944 | ротмистр     | Командир 2-го дивизиона 31-го кавалерийского полка                                     |
| Кноблох, Лео                | Рыцарский крест Железного креста                                      | 30 сентября 1944 | унтер-офицер | Командир отделения управления 1-го эскадрона 32-го кавалерийского полка                |
| Шнейдер, Вильгельм          | Рыцарский крест Железного креста                                      | 30 апреля 1945   | вахмистр     | Командир штурмовой группы штабного эскадрона 2-го дивизиона 32-го кавалерийского полка |
| Сыровы, Ян                  | Рыцарский крест Железного креста                                      | 30 апреля 1945   | унтер-офицер | командир взвода 3-го эскадрона 32-го кавалерийского полка                              |
| Бозе, Георг                 | Рыцарский крест Железного креста                                      | 21 сентября 1944 | лейтенант    | командир 1-й батареи 177-го дивизиона штурмовых орудий                                 |